# Popis Velikih knezova Tvera
Naslov Velikih knezova Tvera nosili su članovi dinastije Rjurikovića, koji su vladali u Velikoj kneževini Tver. Tver je 1247. godine dodijeljen knezu Aleksandru Nevskom i postao je neovisna kneževina. Kneževinu je 1252. godine stekao njegov brat Jaroslav, koji je utemeljio dinastiju tverskih velikih knezova. 

## Popis Velikih knezova Tvera
- Jaroslav (1252. – 1272.)
- Svjatoslav (1272. – 1285.)
- Mihajlo (1285. – 1318.)
- Dimitrije (1318. – 1326.)
- Aleksandar (1326. – 1327.)
- Konstantin (1328. – 1338.)
- Aleksandar (1338. – 1339.)
- Konstantin (1339. – 1346.)
- Vsevolod (1346. – 1351.)
- Vasilije (1351. – 1368.)
- Mihajlo II. (1368. – 1399.)
- Ivan (1400. – 1425.)
- Aleksandar II. (1425. – 1425.)
- Jurij (1425. – 1426.)
- Boris (1426. – 1461.)
- Mihajlo III.  (1461. – 1485.)
- Ivan III. Veliki je 1485. godine pokorio Tver, kojim je do 1490. upravljao njegov sin Ivan.